# Who Is Cletis Tout?

Who Is Cletis Tout ? est une comédie américano-canadienne réalisée par Chris Ver Wiel en 2001.

## Synopsis
Au début on voit Critical Jim (Tim Allen), un tueur à gage mordu de films anciens qui donne à Finch (Christian Slater) une chance de vivre, alors ce dernier lui raconte une histoire.
Finch fait la connaissance de Micah dans une prison et décide de l'aider à s'évader. Une fois dehors il contacte un certain Dr. Savian, un médecin-légiste qui lui propose de nouvelles identités pour lui ainsi que Micah, faute de quoi il donne à Finch l'identité d'un mort mêlé dans une sombre affaire.
Poursuivis par des malfrats, Micah demande à sa fille unique Tess de venir à sa rencontre mais le destin décide autrement le père meurt laissant sa fille seule à nouveau mais avant son dernier souffle il révèle à sa fille et Finch une carte qui les mènera a l'emplacement du butin du vol que Micah a caché 20 ans auparavant. Alors Tess et Finch deviennent associés malgré eux et ils parviennent à localiser l'endroit exacte qui s'avère être une prison... Ne sachant quoi faire Finch décide de jouer la carte de Cletis Tout...

## Fiche technique
- Titre : Who Is Cletis Tout?
- Réalisation : Chris Ver Wiel
- Scénario : Chris Ver Wiel
- Producteurs : Dennis Murphy, Michael Philip, Eric Sandys
- Musique : Randy Edelman
- Photographie : Jerzy Zielinski
- Montage : Roger Bondelli
- Distribution : Paramount Classics
- Pays d'origine :  États-Unis,  Canada
- Genre : Comédie, action
- Format : Couleur - Dolby Digital - 35 mm - 2.35:1
- Durée : 92 minutes

## Distribution
- Christian Slater : Trevor Allen Finch
- Tim Allen : Critical Jim
- Richard Dreyfuss : Micah Donnelly
- Portia de Rossi : Tess Donnelly
- Billy Connolly : Dr Mike Savian

## Anecdotes
- Bien que le casting soit doté de grosses pointures du cinéma, le film ne rencontra pas le succès escompté.
- Il existe un remake indien avec Arshad Warsi, Sanjay Dutt et Minissha Lamba dont le titre s'approche de l'original : Antony Kaun Hai ? (Who is Antony ?).